# Páteček
Páteček je samota, část obce Sušice v okrese Klatovy. Jako část obce byla obnovena ke dni 1. 9. 2015, k roku 2011 proto ještě neměla evidované žádné obyvatele a domy.

## Galerie

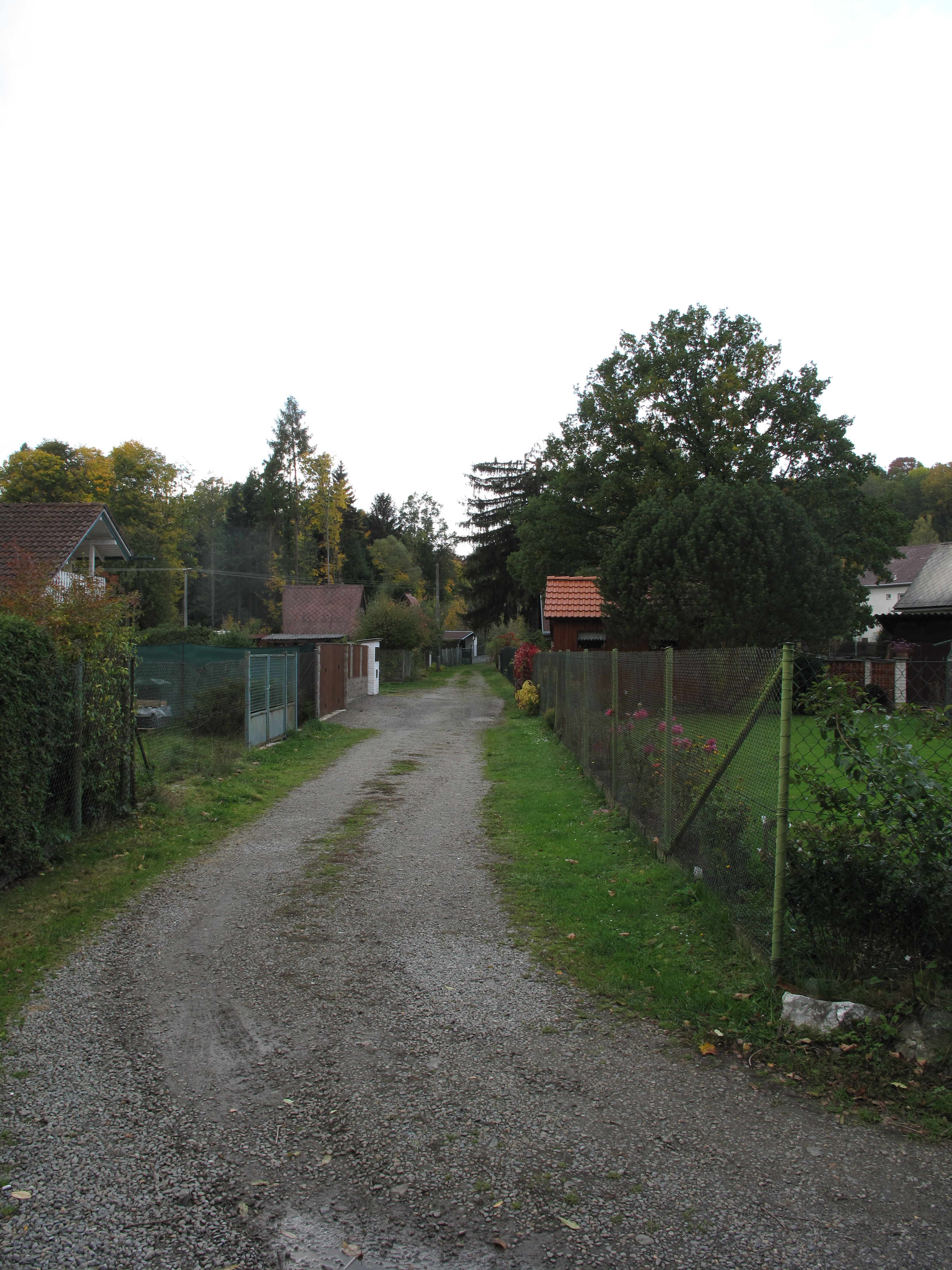
Cesta
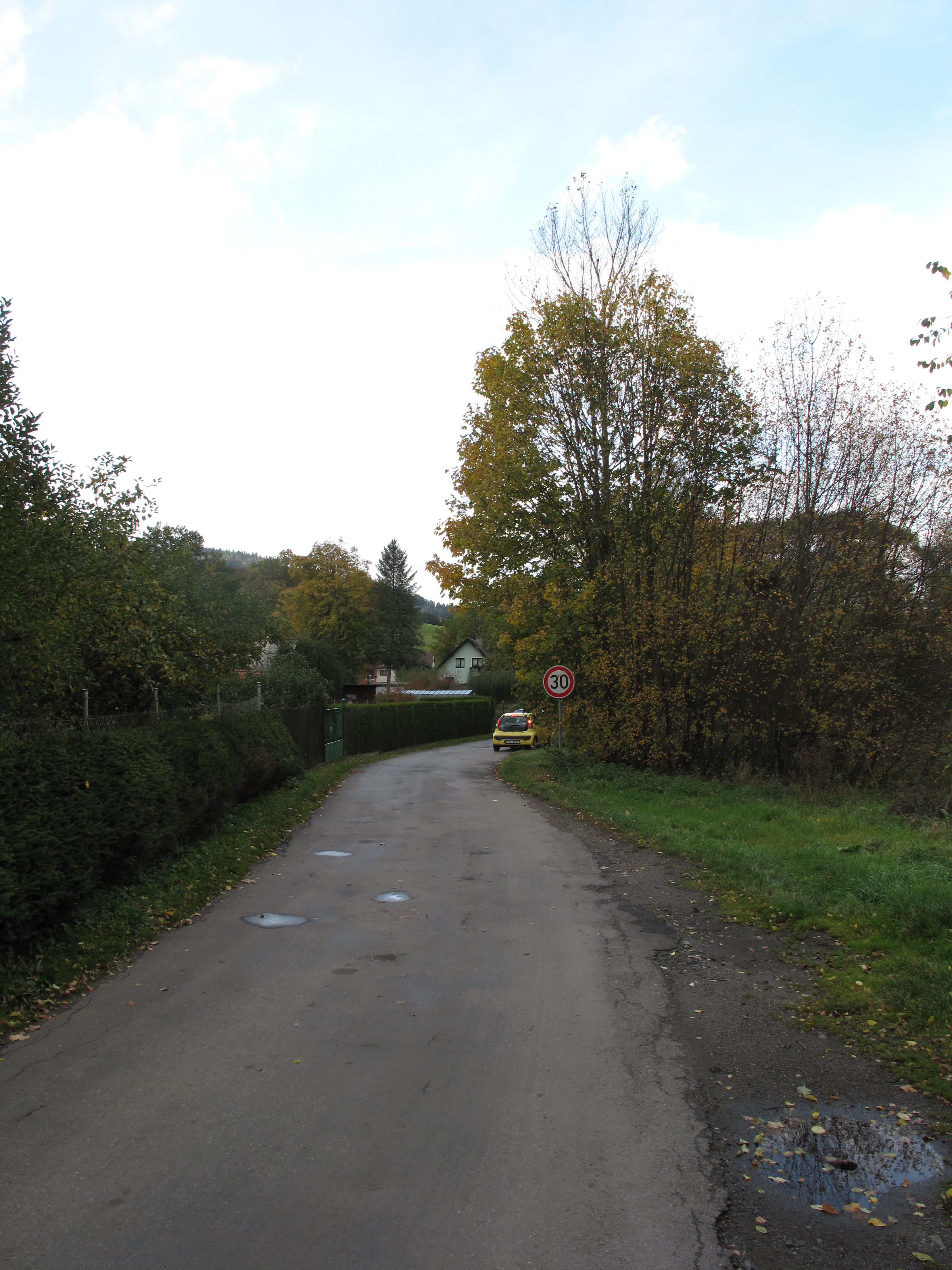
Cesta
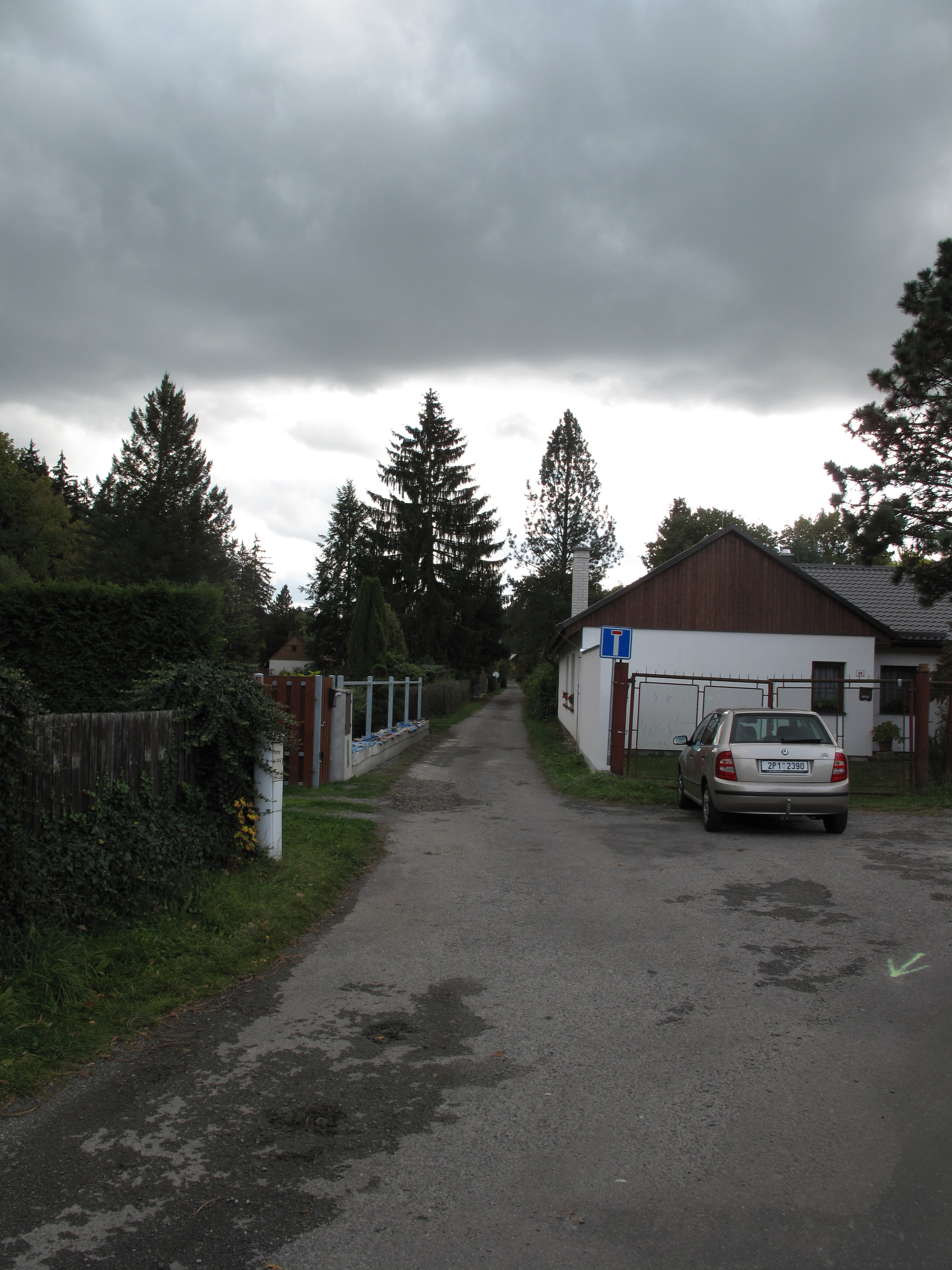
Chata